# Aimo Leikas
Aimo Leikas (12. května 1947, Haukivouri – 3. září 1976, Hartola), někdy jinak přezdívaný Haukivuoren Houdini, byl finský performer, který předváděl iluzorní show, balancování, osvobozování ze řetězů, smrtelnou gilotinu, oběšování a ruskou ruletu.

## Příčina úmrtí
Leikas zemřel nešťastnou náhodou ve svých pouhých 29 letech. Na vystoupení v Hartole totiž předváděl ruskou ruletu, namířil si na svůj spánek revolverem, místo slepého náboje, který byl očekáván, vyletěl z revolveru ostrý náboj, který ho zabil před zděšeným publikem.